# Santo Antônio Futebol Clube
Santo Antônio Futebol Clube fue un club de fútbol brasileño de la ciudad de Vitória , capital del estado de Espírito Santo . Actualmente se dedica al fútbol amateur.

## Historia
Fue fundado el 19 de noviembre de 1919 en el municipio de Vitória, Espírito Santo por ex-dirigentes del Tiradentes Futebol Clube y su nombre es por el barrio en el cual el club fue fundado y es conocido por ser de los equipos con más participaciones en el Campeonato Capixaba, la primera división del estado de Espírito Santo con más de 40 temporadas, logrando su primer campeonato estatal en 1931.
Su primera temporada en el Campeonato Capixaba fue en 1923,pasando su mejor época en los años 1950, donde el club se consagró tricampeón estatal entre 1953 y 1955, resaltando la de 1953 donde ganó todos los partidos en una temporada en la que goleó a casi todos los rivales que enfrentó. El 9 de mayo de 1954 enfrentó al CR Flamengo en su primer partido ante un equipo que no perteneciera al estado de Espirito Santo, y el resultado fue de empate 1-1.
El 13 de agosto de 1954 se convirtió en el primer equipo del estado de Espirito Santo en jugar en el Maracaná por la conmemoración del triampeonato carioca del CR Flamengo, donde perdió 0-3 ante el CR Flamengo. En 1958 inauguran su estadio propio ante el Botafogo FR de Río de Janeiro con Garrincha y Mário Zagallo, partido que ganó el equipo carioca 0-3, y Garrincha anotó el primer gol en el nuevo estadio.
En 1960 es campeón estatal por quinta ocasión donde vencieron en la final al mejor de tres partidos al Rio Branco AC, y repitió como campeón estatal en 1961 donde volvió a vencer en la final a Rio Branco AC, y con ello logró la clasificación para el Campeonato Brasileño de Serie A de ese año, donde fue eliminado en la primera ronda por el Cruzeiro EC de Belo Horizonte con marcador de 1-3.
En 1963 se eliminó en fútbol aficionado en el estado de Espírito Santo por orden del Consejo Nacional de Deportes, y reemplazándolo por una combinación de equipos aficionados con profesionales, con la diferencia de que los equipos pagarían el salario de los jugadores titulares en cada partido, por lo que el Santo Antonio se vio forzado a vender a uno de sus mejores jugadores al CR Vasco da Gama, a José de Anchieta Fontana, quien terminó siendo campeón con Brasil en México 1970, único jugador proveniente del estado de Espirito Santo en conseguir un título mundial.
El 28 de mayo de 1965 enfrentaron en un partido amistoso al Santos FC de Pelé, el cual fue una victoria para el club paulista por 1-3. El club participó en las competiciones profesionales hasta 1989 por salarios atrasados, en 1991 su estadio fue vendido, el cual fue demolido y en su lugar se edificó una villa olímpica para proyectos sociales y desde entonces juega en las ligas distritales.

## Palmarés
- Campeonato Capixaba: 6

1931, 1953, 1954, 1955, 1960, 1961
- Copa Ciudad de Victoria: 6

1931, 1953, 1954, 1955, 1960, 1961
- Torneo Inicio de Espirito Santo: 3

1952, 1954, 1965

## Partidos destacados
- Santo Antonio 1 - 1 CR Flamengo, 9 de marzo de 1954
- CR Flamengo 3 - 0 Santo Antonio, 13 de agosto de 1954
- Santo Antonio 0 - 2 Botafogo FR, 17 de agosto de 1958
- Santo Antonio 1 - 3 Santos FC, 28 de junio de 1965

## Jugadores

### Jugadores destacados
- José de Anchieta Fontana